# Mecas ambigena
Mecas ambigena är en skalbaggsart som beskrevs av Bates 1881. Mecas ambigena ingår i släktet Mecas och familjen långhorningar. Inga underarter finns listade i Catalogue of Life.